# Гробище
Гроби́ще — село у Путильській селищній громаді Вижницького району Чернівецької області України.

## Географія
У селі бере початок річка Свиненки, ліва притока Путилки.